# إسماعيل الغول
إسماعيل ماهر خميس الغول (14 يناير 1997 – 31 يوليو 2024) صحفي فلسطيني ومراسل قناة الجزيرة في غزة، ويُعتبر من أبرز الصحفيين الذين غطّوا العدوان الصهيوني على قطاع غزة. اغتالت إسرائيل الصحفي الفلسطيني الشاب عشيّة الـ 31 من تموز/يوليو 2024 رفقة زميله المصوّر رامي الريفي بقصفٍ إسرائيلي استهدفهما في مدينة غزة وذلك بُعيد تغطيتهما لاغتيال إسماعيل هنية في إيران من منزل هنية المدمَّر في القطاع. كانَ إسماعيل قد ظهر في بثّ مباشرٍ على شاشة الجزيرة سويعات قليلة فقط قبل اغتياله من إسرائيل، ورغم استجابة الصحفي للتهديد الإسرائيلي بقصف المنطقة التي كان يتواجدُ بها فضلًا عن ارتداءه لسترة الصحافة فقد تعمَّدت طائرة مسيرة إسرائيلية مطاردة السيّارة التي كان يستقلّها رفقة صديقه المصوّر وأطلقت عليهما صاروخًا موجّهًا ما تسبب في مقتلِ الاثنين على الفور وفي عينِ المكان.

## المسيرة المهنية

### البداية
حصل إسماعيل على درجة البكالوريوس في الصحافة من الجامعة الإسلاميّة، وبدأ عمله في مجال الصحافة المكتوبة مراسلًا لصحيفتي الرسالة وفلسطين المحليتين. اتجه في وقتٍ لاحقٍ إلى العمل التلفزيوني من خلال عمله مع العديد من شركات الإنتاج الإعلامية في غزة.

### قناة الجزيرة
مع بداية عملية طوفان الأقصى في السابع من أكتوبر 2023 والحرب الإسرائيلية الفلسطينية التي شبَّت عقب العمليّة وقَّع إسماعيل على عقدٍ معَ قناة الجزيرة الفضائية. كانت البداية من خلالِ نقل الأخبار عبر مداخلات هاتفية من غزة، قبل أن يبدأ في إعداد تقارير تلفزيونية ثم صار مع مرورِ الأسابيع يظهر في بثوث مباشرة من قلبِ مدينة غزة ومناطق الشمال.
اعتُقل في صباح يوم الاثنين 18 آذار/مارس 2024 من قبل قوات الاحتلال الإسرائيلي هو وعشرات آخرين إثر اقتحام القوات المحتلَّة لمجمع الشفاء الطبي في مدينة غزة. تعرّض إسماعيل لاعتداءٍ من الجنود الإسرائيليين لحظة الاعتقال ثمّ اقتيدَ إلى مكان مجهول، قبل أن تُفرجَ عنه القوات الإسرائيلية في اليوم التالي بعد 12 ساعة من الاستجواب والتحقيق.
استمرَّ إسماعيل في البروز كمراسلٍ رئيسي للقناة القطرية وكان يظهرُ على شاشتها كل يوم تقريبًا في تغطيات مباشرة وحصريّة، بل عمل هو ورفيقه المصّور الريفي في ظروف صعبة للغاية لنقل الأخبار المهمة كما ذكر ذلك نادي الصحافة في واشنطن. عانى إسماعيل مثله مثل باقي الغزيين من المجاعة التي ضربت الشمال ومنطقة الوسطى كما عانى من النقصِ الشديد في المياه ومع ذلك فقد استمرَّ في تغطياته وتوثيقه للأحداث في الوقت الذي كان في إمكانه النزوح أو حتى مغادرة القطاع عبر معبر رفح وواجهَ مخاطر جمّة وتهديدات متواصلة من الاحتلال الإسرائيلي.
تميّزت تقارير إسماعيل بنقل صورة غزّة كما هي للعالم حيث كان يعرضُ معاناة الغزيين ويوثّق فظائع الاحتلال الإسرائيلي بحقهم. زادت شهرة الرجل مع مرور الوقت، خاصة أثناء تغطيته اليوميّة والمباشِرة لحصار واجتياح مجمع الشفاء الطبّي والمجاعة القاسية التي ضربت أحياء الشمال بسببِ الحصار الإسرائيلي المطبق. نالت تقاريرُ إسماعيل بحسبِ شبكة الجزيرة اهتمامًا واسعًا وبثتها وكالات وقنوات دولية بعدما كانت تطلبها باستمرار من الجزيرة.
جديرٌ بالذكرِ هنا أنّ إسماعيل واصل التغطية وفضّل البقاء في قلبِ غزّة رغم تحديات الجوع والمرض بل إنه فقد والده خلال الحرب بسببِ مرض السرطان الذي لم يجد مكانًا لاستكمال العلاج فيه بسبب التدمير الإسرائيلي لمستشفيات القطاع، كما فقد في وقتٍ سابقٍ شقيقه في قصفٍ إسرائيلي على الشقة التي كان يتواجدُ بها.

## الحياة الخاصة
كان إسماعيل متزوجًا وله طفلة صغيرة ظلّ ينشر عنها منشورات بين الفينة والأخرى على حساباته الرسميّة في مواقع التواصل الاجتماعي وكيف أنها تعيشُ سنينها الأولى بعيدًا عنه وتكبر دون أن تُتاح له الفرصة لرؤيتها. لم يُشاهد إسماعيل – بسببِ الاستهدافات الإسرائيليّة المتكررة والمتعمّدة لكل من يتحرّك بين المحافظات – ابنته منذ بداية الحرب فهي ووالدتها في المحافظة الوسطى بينما ظلَّ هو في محافظة الشمال مرتبطًا بعمله ومستمرًا في تغطية ما يحدث من أحداث متواليّة ومتسارعة.

## الاغتيال

### الاستهداف المتعمَّد
ظهرَ إسماعيل الغول على شاشة قناة الجزيرة في بثّ مباشر في نشرة أخبار الظهيرة حيث ظهر من أمام منزل إسماعيل هنية المدمَّر في قطاع غزة متحدثًا عن مشاعر الغزيين وردود فعلهم حين سماع خبر اغتيال القيادي في حركة حماس اسماعيل هنية في ضربة إسرائيلية بالعاصمة الإيرانية طهران. لم يكد يمرُّ الكثير من الوقت بعد ظهور الغول على شاشة الجزيرة حتى نفذت إسرائيل بُعيد الخامسة مساءً بقليل (توقيت فلسطين) غارة جويّة بجوار منزل إسماعيل هنية في مخيم الشاطئ وهو الموقع الذي كان فيه إسماعيل الغول ورفيقه المصوّر رامي الريفي. استهدفَ القصفُ سطح منزل مجاور لمنزل إسماعيل هنية وذلك خلال وجود عددٍ من الصحفيين، ثم أغارت المسيّرات الإسرائيلية عبر صواريخها على كل من حاول الهروب من موقع القصف. حاول إسماعيل ورفيقه المصوّر الفرار عبر سيّارتهما لكنّ المسيّرة الإسرائيلية تعقبتهما وأغارت عليهما عمدًا وهما المعروفانِ لديها واللذان يرتديانِ ملابس الصحافة. تسبّبت هذه الغارة في مقتل مراسل الجزيرة إسماعيل الغول والمصور رامي الريفي في عينِ المكان.
فتحت قناة الجزيرة تغطية مباشرة مع الصحفي الفلسطيني الآخر أنس الشريف والذي وصل لمكان المجزرة في حقّ الصحفيان. كان أنس متأثرًا وغير قادرٍ على الكلام فيما الدموع تمتلئ في عيناه، وخلال تقديمه لإيضاحات وأجوبة للصحفية رولا إبراهيم في استوديو الجزيرة وهو على مقربةٍ من جثمان رفيقه قال الشريف إنّه لا يستطيعُ رفع القماش عن الجثة بعد كل التشويه الذي طالها من جرّاء القصف الإسرائيلي المتعمَّد بل إنّ رأس إسماعيل قد انفصلَ بالكامل عن جسده.

### المزاعم الإسرائيلية

الكشف المزعوم الذي وزعه جهاز المخابرات الإسرائيلي والذي زعمَ فيه أن الغول عضوٌ في القسام، ويُلاحظ وجود معلومات متضاربة وغير منطقيّة مثل حصول إسماعيل على رتبة جندي عام 2007 علمًا أنّه من مواليد عام 1997 ما يعني بحسبِ المزاعم الإسرائيلية أنه ترقّى داخل صفوف الكتائب وهو ابنُ العاشرة عدى عن معلومات مريبة أخرى عرَّضت جهاز الاستخبارات للكثير من السخريّة.

عقبَ اغتيال إسماعيل، نشرَ الناطق باسم جيش الاحتلال ما قال إنّه «دليل» يُؤكّد أن إسماعيل الغول مقاتلٌ في صفوفِ نخبة القسّام وشارك في عملية طوفان الأقصى مدعيًا أنه كان مسؤولًا عن تدريب المقاتلين على كيفية تصوير العمليات. الدليل بحسبِ المخابرات الإسرائيلية هو كشفٌ بأسماء مقاتلي حماس يعود إلى عام 2021 وقد عُثر عليه في غزة.
تعرّض الناطق الإسرائيلي ومن خلفه جهاز المخابرات الإسرائيلي للكثير من السخريّة بسبب هذا الدليل الذي يسهل تصميمه أساسًا. يظهرُ في الدليل الإسرائيلي اسمُ إسماعيل الغول وأنه قد انضمَّ لكتيبة الهندسة رغم أنه متخصصٌ في الإعلام. ليس هذا فحسب، بل ظهرت معلومات غير منطقيّة إطلاقًا في الدليل المزعوم منها أنّ الغول أصبحَ جنديًا في القسام في الأول من تموز/يوليو 2014 (كان عمره حينها 17 سنة)، لكن الأكثر إثارةً للاهتمام هو تاريخ حصوله على رتبة جندي والذي يعود للأول من تموز/يوليو عام 2007 حين كان عمر الصحفي 10 سنواتٍ فحسب.
جديرٌ بالذكرِ هنا أنّ إسماعيل كان قد اعتُقل على يدِ قوات الاحتلال خلال حصارها لمجمع الشفاء الطبّي في آذار/مارس من عام 2024 ثم أطلقت سراحه كونه مجرد صحفي، وهو ما يثبت أنّ الدليل المزعوم الذي نشرته مخابرات الجيش ملفَّق أو غير دقيقٍ على الأقل. أدانت لجنة حماية الصحفيين في بيانٍ لها صدر يوم 14 آب/أغسطس 2024 تشويه إسرائيل سمعة الصحفيين الفلسطينيين القتلى عبر وصفهم بالإرهاب بشكلٍ لا أساس له، وطالبتها بوضعِ حدٍ لهذه الحملات وأن تَسمح بإجراء تحقيقات دولية مستقلة في قتلهم، خاصة وأنّ هذه الادعاءات الإسرائيليّة – بحسب اللجنة ذاتها – غير مثبتة في الأساس.

### ردود الفعل
أدانت شبكة الجزيرة الإعلامية في بيانٍ رسمي اغتيال مراسلها إسماعيل الغول والمصور رامي الريفي، معلنةً أنّ الاحتلال استهدف السيارة التي كانت تقل الاثنان بصاروخٍ موجَّه مما أدى لاستشهادهما على الفور. وقالت الشبكة إنّ هذه الجريمة تُضاف لسلسلة الجرائم التي تعرض لها صحفيو الجزيرة وعائلاتهم في غزة منذ تشرين الأول/أكتوبر 2023، متوعدة باتخاذ كل الإجراءات القانونية المتاحة لمقاضاة قتلة صحفييها وأكّدت ختامًا التزامها بتحقيق العدالة لصحفييها ولأكثر من 160 صحفيًا قُتلوا في غزة منذ اندلاع الحرب. ندَّد الاتحاد الدولي للصحفيين كذلك بهذه الجريمة وقال إنّه يجبُ وقف هذه الجرائم ضد الإعلاميين والصحفيين في غزة فورًا، مشددًا على أنه كلما أسرعت المحكمة الجنائية الدولية في التحقيق في قتل الصحفيين كان ذلك أفضل. قدمت منظمة مراسلون بلا حدود ثلاث شكاوى إلى المحكمة الجنائية الدولية مع بيانٍ تستنكرُ فيه ما جرى، كما وأدانت اللجنة الدولية للصليب الأحمر هي الأخرى اغتيال إسماعيل الغول ورفيقه المصوّر رامي الريفي وقالت إنّ إسرائيل شنَّت عليهما غارة جوية وهما يرتديان سترات زرقاء عليها شارات صحفية، داعية إلى حماية الصحفيين.